# Gustav Osterwald
Gustav Osterwald (* 1922 in Aligse; † 7. August 2011) war ein deutscher HNO-Arzt und ärztlicher Standespolitiker.

## Leben und Wirken
Gustav Osterwald leistete nach dem Abitur an der Leibniz-Schule in Hannover von 1940 bis 1945 Wehrdienst und studierte von 1942 bis 1948 Medizin in Berlin, Würzburg und Hamburg. Nach Approbation und Promotion 1949 war er bis 1955 als angestellter Arzt im Krankenhaus tätig, bis er sich 1955 als operativ tätiger Hals-Nasen-Ohrenarzt in eigener Praxis in Oldenburg niederließ. Seit 1968 war er außerdem leitender Arzt der Hals-Nasen-Ohren-Belegabteilung der Städtischen Klinik in Oldenburg.
Von 1977 bis 1989 war Gustav Osterwald Mitglied des Vorstandes der Kassenärztlichen Vereinigung Niedersachsen, von 1978 bis 1990 Präsident der Ärztekammer Niedersachsen und von 1979 bis 1991 Vizepräsident der Bundesärztekammer.

## Ehrungen
- Bundesverdienstkreuz 1. Klasse (1987)
- Honorarprofessur der Universität Göttingen (1987)
- Paracelsus-Medaille der deutschen Ärzteschaft (1992)